# FutsalTV
『FutsalTV』（フットサルティービー）は、2007年1月16日から同年8月21日まで東海テレビで放送されたフットサル専門番組である。放送時間は毎月第1・3火曜 25:10 - 25:40。
この番組以前に同局で1年間放送されていた日本初のフットサル専門番組『コラソン』がリニューアルしたもので、本番組も放送当時は地上波テレビ唯一のフットサル専門番組だった。番組は、地元名古屋を本拠地とする日本初のプロフットサルクラブ「名古屋オーシャンズ」の試合ダイジェストを放送していた。また、『コラソン』時代の基本内容を受け継いだフットサル関連の企画も満載だった。
同年9月からは、名古屋オーシャンズ関連の情報に特化した後継番組『オーシャンズTV』が放送された。

## 出演者
MC2人はフットサルチーム東亜観光/KURO FCを設立している。
- 黒岩唯一
- 森山泰行